# 딘 러스크
데이비드 딘 러스크(David Dean Rusk, 1909년 2월 9일 ~ 1994년 12월 20일)는 미국의 민주당 정치인으로 존 F. 케네디와 린든 B. 존슨 행정부에서 제54대 국무장관 (1961년 ~ 1969년)을 지내면서 미국의 주요 베트남 전쟁 정책 입안자들 중의 하나였다.
제2차 세계대전에 장교로서 종군하였고, 1945년 8월 전략정책단 정책과 과장으로 있을 때, 일본군의 항복 조건들이 담긴 항복문서 '일반명령 제1호' 가운데 한반도와 극동 지역에 관계된 부분의 초안 작성 임무를 맡았다. 1946년 미국 국무부에 들어가 1947년부터 1949년까지 국무부의 유엔 정책을 맡는 국장이 되었다. 이 세월동안 마셜 플랜과 북대서양조약기구의 설립을 도왔다. 1950년부터 1952년까지 한국전쟁 동안 미국 국무부 동아시아태평양담당국 차관보를 맡았다. 1950년 6월 25일 한국전쟁 발발 직후, 러스크는 극동국 섭외관 브래들리 코너스(W. Bradley Connors)로부터 전쟁 발발 사실을 보고받고, 주한 미국 대사 존 무초에게 UP통신사의 서울 주재 특파원 잭 재임스(Jack James)가 타전한 기사(전쟁 발발)의 사실 여부를 확인하라는 지시를 내렸다.
서기관보로 1952년부터 1960년까지 록펠러 재단의 회장을 지냈다.  러스크는 세계를 주위로 공산주의를 담는 데 미국의 결심의 중요한 시험으로서 갈등을 보았다.  전쟁의 인기가 감소하면서 그럼에도 베트남에서 미국의 활동에 관한 러스크의 꾸준한 방어는 그를 논쟁적 인물로 만들었다.  1969년 정계 은퇴를 한 후 그는 베트남에서 미국의 명예롭고 옳은 노력을 지속적으로 숙고하였다.

## 어린 시절
조지아주 체로키군에서 태어났다.  그의 부모는 학교 교사 프랜세스 클롯펠터 러스크와 목의 문제로 목사 직을 떠나야 한 후 농부와 우편 근로자로 일을 했던 로버트 러스크였다.  러스크의 부모는 옷과 피난처와 함께 자신들의 5명 자녀들을 마련하는 데 분투하였으나 그들을 빈곤의 밖으로 꺼낼 수 있던 수단으로서 자녀들에게 가치있는 교육을 가르쳤다.
러스크는 이 전갈을 마음에 새기어 두었다.  1926년 애틀랜타에서 고등학교를 완료한 후, 그는 노스캐롤라이나주의 데이비드슨 칼리지에 입학하는 데 저축한 수입과 장학금 보조를 이용하였다.  데이비드슨에서 러스크는 자신의 과정에서 뛰어났으며 또한 국가의 학군사관 프로그램에 가입하였다.  그는 1931년 명예들과 함께 데이비드슨을 졸업하였다.  그러고나서 그는 명성이 있는 로즈 장학금을 받아 1934년 영국에서 옥스퍼드 대학교로부터 국제 관계에서 석사 학위를 취득할 수 있었다.
1934년 미국으로 귀국하여 캘리포니아주에 있는 밀스 칼리지와 함께 교수진의 직위를 받아들였다.  3년 후에 그는 캘리포니아 대학교의 교수진에 가입하였다.  동년에 버지니아 포이지와 결혼하여 3명의 자녀를 두었다.

## 새로운 기회들을 가져온 군사 복무
1940년 12월 러스크는 미국 육군에 의하여 군사 복무로 징병되었다.  학군사관의 8년 회원이었던 그는 시초적으로 보병 대위로 만들어졌다.  제2차 세계 대전이 발발하면서 그럼에도 러스크는 관리자와 분석자로서 그의 능격들을 더욱 활용했던 직위들로 옮겨졌다.  1941년부터 1943년까지 그는 워싱턴 D. C.에 있는 군사 정보부에서 일하였다.  그는 그러고나서 인도로 옮겨져 조지프 스틸웰 장군의 중요한 참모가 되었다.
1946년 러스크가 군사 복무로부터 제대한 당시 그는 헌신적이고 재능이 있는 행정인으로서 숙고적인 명성을 얻었다.  그는 다음 3년을 국무부와 전쟁부 둘다에서 외교 계급들을 통하여 올라가면서 보냈다.  이 시기 동안 그는 한국전쟁, 유엔 정책들과 다른 국제 정세들 같은 문제들에 중요한 목소리로 등장하였다.  추가로 그는 유럽-아시아 관계에 인정받은 전문가가 되었다.  러스크는 유럽의 식민주의로부터 해방되기를 원하였던 아시아인들에게 동정적이었고, 1949년 인도네시아의 독립을 지지하는 데 해리 트루먼 대통령의 결정에서 중요한 역할을 하였다.  결국 러스크는 이 시기 동안에 미국이 공산주의 침략으로부터 세계를 방어하는 데 이끌어야 할 것을 믿은 완고한 반공주의자로 알려졌다.
1952년 러스크는 자선 신탁 록펠러 재단의 회장직을 받아들이는 데 국무부를 떠났다.  그는 다음 8년 동안 재단을 지도하여 저개발과 가난한 국가들 안에서 다양한 보건, 교육과 경제 프로그램들을 감시하였다.  이 시간 동안 미국의 지도적인 괴요 전문가들 중의 하나로서 그의 명성은 지속적으로 자라났다.

## 54대 국무장관

### 케네디 행정부 합류

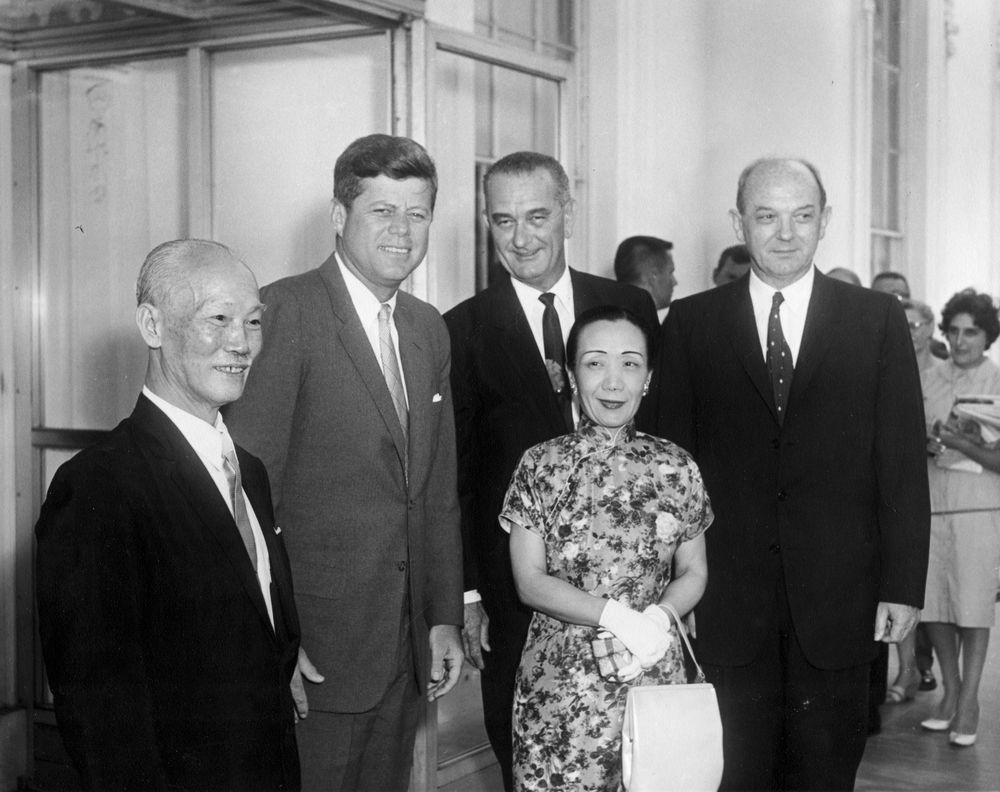
천청 중화민국 부총통 내외와 함께 (케네디 대통령과 존슨 부통령도 나와있다.)

1960년 존 F. 케네디는 미국의 대통령으로서 드와이트 D. 아이젠하워의 뒤를 이으는 데 선거를 이겼다.  1961년 1월 케네디가 취임 준비를 하면서 그는 국무장관으로서 자신의 행정부에 가입하는 데 러스크에게 의문하였다.  러스크는 기쁘게 초청을 받아들여 자신을 국가의 가장 권력적인 외교 정책 입안자들 중의 하나로 만들었다.
케네디의 백악관에 합류한 후, 러스크는 다시 한번 관리인과 행정인으로서 자신의 실력들을 증명하였다.  추가로 그는 1962년의 쿠바 미사일 위기를 포함한 주요 외교 정책 문제들의 주최에 케네디를 조언하였다.  (이것은 많은 미국의 도시들에 쿠바에 설치된 핵탄두를 퍼붓는 소련의 미사일 가능성을 미국이 발견한 후, 미국과 소련이 전쟁 직전으로 이동한 것에 위험한 삽화적인 일이었다.)  그러나 케네디는 러스크의 신중한 스타일에 답답해졌고, 시간이 지나면서 대통령이 로버트 F. 케네디 (법무장관), 로버트 맥나마라 (국방장관)와 맥조지 번디 (국가안보보좌관)을 포함한 어떤 다른 내각 일원들의 변호에 거대한 가치를 놓았다는 것이 명확해졌다.
1963년 11월 케네디가 암살된 후, 그의 뒤를 이은 린든 B. 존슨의 대통령직 동안 러스크의 시야와 영향력이 증가하였다.  러스크의 착실함, 충성과 남부 출신 성분이 텍사스주 출신 존슨에게 호소하였다.  결과로서 국무장관은 위기해 처한 국가 남베트남을 향한 미국의 정책에 관한 존슨 행정부의 주요 기획자들 중의 하나로 곧 등장하였다.
베트민으로 알려진 베트남의 투사들이 국가에 그 식민지 주장들을 포기하는 데 프랑스를 강제로 시켰던 후 1954년 남베트남 공화국이 형성되었다.  그러나 베트남 안에서 2개의 국가들을 창조한 프랑스-베트남 교전을 끝낸 제네바 협정이 혁명 지도자 호찌민 아래 공산당 정부에 의하여 인솔되었다.  그 동안 남베트남은 응오딘지엠 대통령 아래 미국이 지지한 정부 아래 이끌어졌다.
제네바 협정은 하나의 정부 아래 베트남의 2 부분이 합칠 수 있도록 전국적으로 자유 선거들을 위하여 마련하였다.  그러나 미국과 남베트남의 공무원들은 결과들이 전체 국가 통치를 공산주의자들에게 줄 것에 두려워 했기 때문에 선거를 개최하는 것을 거부하였다.  이 결정은 베트콩으로 알려진 남베트남에서 공산주의 동맹자들의 도움과 함께 남베트남을 상대로 게릴라전쟁을 발포하면서 대응한 북베트남의 리더십을 더욱 화나게 하였다.  공산주의자들은 결국적으로 무력에 의하여 국가를 통일하는 목적과 함께 이 캠페인을 시작하였다.  하지만 미국은 맹렬하게 공산주의 정치 철학을 반대하였다.  그 일은 베트콩과 북베트남에서 그들의 파트너들로부터 국가를 방어하는 도움을 주는 데 군사와 재정적 원조를 보냈다.

### 러스크와 베트남

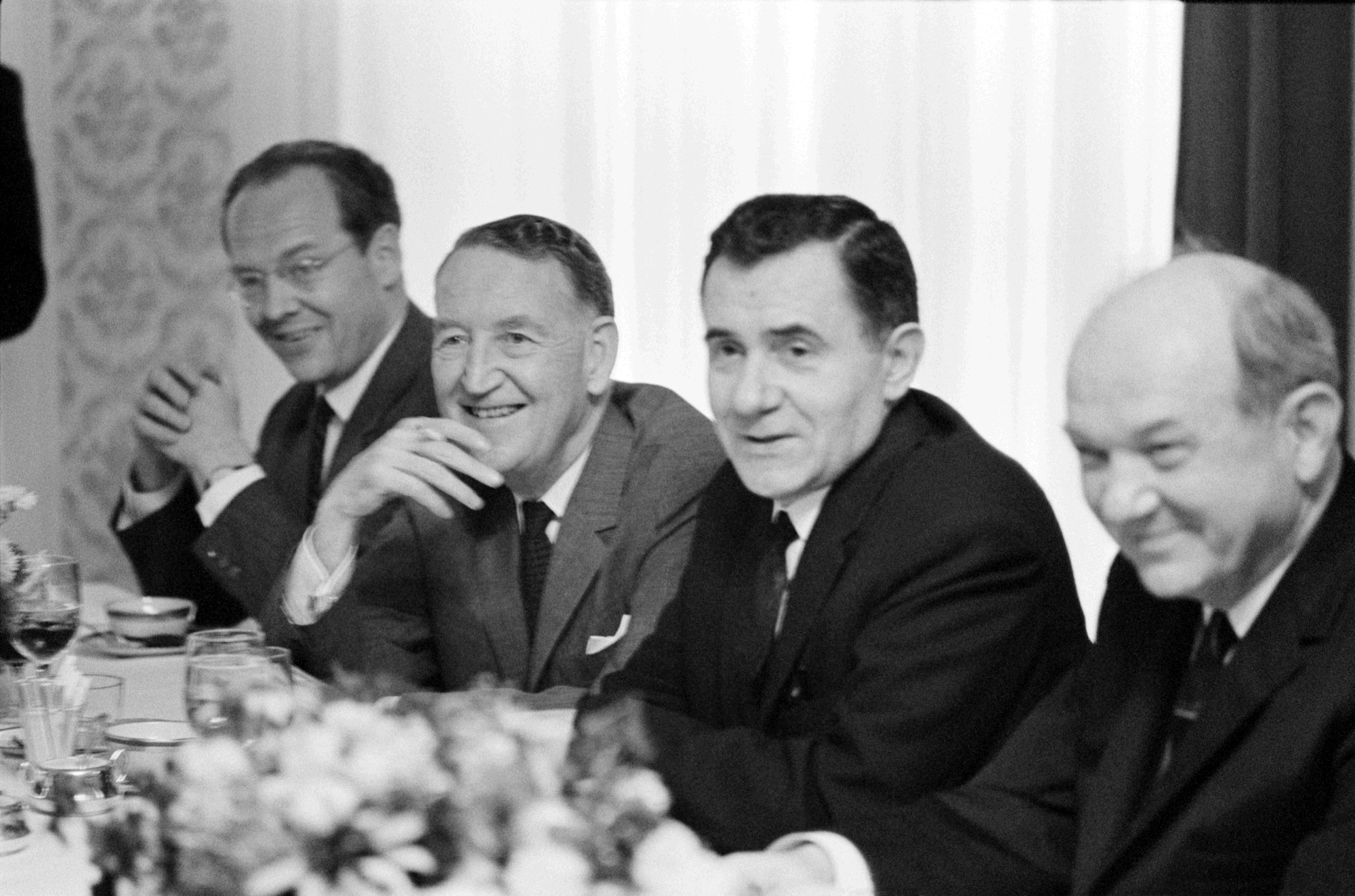
1967년 글래스보로 회담에서 (왼쪽 두번째로부터 레웰린 톰슨 (소련 주재 미국 대사), 안드레이 그로미코 (소련 외상)와 러스크)

러스크는 베트남 전쟁을 세계의 지도적인 민주주의로서 공산주의를 담고 그 지위를 유지하는 데 미국의 결심의 중요한 시험으로서 간주하였다.  사실로 그는 만약 미국이 남베트남을 그 공산국가 이웃들로부터 남베트남을 지키는 데 그 약속을 어긴다면 미국이 사이에 들지 않을 믿음에 중공 혹은 소련이 다른 국가들을 침입할 것이라고 경고하였다.  그는 그런 침략은 그러고나서 미국과 중공 혹은 소련 중 사이에 핵전쟁을 일으킬 것이라는 것을 가르쳤다.
이 믿음은 남베트남이 공산주의자들에게 떨거지는 위험에 있었다는 것이 나타났을 때 러스크가 1960년대 중반에 베트남을 향한 미국의 더욱 공격적인 군사 정책들을 지지하는 데 이끌었다.  그는 교전에서 미군들을 이용하는 데 자신의 이전 반대를 버리고 북베트남과 베트콩을 향한 서서히 단계적 확대의 군사 전략을 옹호하는 것에 맥나마라에게 가입하였다.  이 충고에 설득된 존슨은 남베트남의 방어로 다수의 미군 병력을 투입하였다.  그는 또한 북베트남을 상대로 폭격 캠페인과 다른 작전들을 발포하였다.  오래지 않아 미국은 베트남에서 공산군들을 물리치기 위한 주요 책임을 지었다.
1965년부터 1969년까지 러스크는 베트남 전쟁에 관한 존슨의 지시를 수행하였다.  그러나 심화한 미국의 군사적 헌신들은 공산군들을 물리치는 데 실패하였다.  대신 전쟁은 끝이 보이지 않으면서 지리하게 계속되었고 미국의 대중은 교전에서 지속된 미국의 연루에 관하여 심하게 분열되었다.  베트남 정책에 관한 존슨 행정부의 주요 기획자들 중의 하나로서 러스크는 미국의 반전 운동과 미국의 연루를 반대한 정치 지도자들의 자주 목표가 되었다.  그러나 러스크는 베트남에서 미국 군사 존재에 관한 자신의 방어에서 전혀 머뭇거리지 않았다.  그는 1965년 상원 대외 관계 위원회 앞에서 하나의 출연에서 "우리는 남베트남 국민들이 자신들의 정세와 자신들의 정책의 미래 과정에 관한 자신들의 결정들을 만들 자격이 있다는 것을 믿는다 ... 북베트남 혹은 외부로부터 무력에 의하여 자신들에 강제로 부과하지 않고"라고 선언하였다.
사실상 러스크는 결국적으로 전쟁 노력에 행정부의 지도적인 대변인들 중의 하나가 되었다.  그는 북베트남에서 도시들을 폭격하는 존슨의 결정 같이 자신이 은밀히 불동의한 정책들의 강한 대중적인 방어들 마저 제공하였다.  〈냉전, 1945년 ~ 1991년〉의 편집자들은 "셀 수 없는 의회 청문회와 기자 회견들에서 러스크는 절대적인 미군의 철수는 공산주의를 싸우는 데 미국이 그 결심을 잃은 치명적인 징조일 것이라는 자신의 확신을 표현하였다."면서 "그는 미국의 정책의 이 혹은 그 국면에서 결함이 있을 수 있는 것을 자주 인정하였으나 존슨 행정부가 속행한 전체의 전략에 자신의 지지에 전혀 신호하지 않았다"고 지적하였다.
1960년대 후반까지 러스크의 전전 성명들은 반전 운동의 호의적인 목표로 그를 옮겼다.  사실상 큰 반전 시위 운동과 항의들은 장관이 공개적으로 등장할 때마다 평범한 일이 되었다.  같은 시기에 러스크의 아들 리처드는 "부도덕한" 전쟁을 지속하는 그의 역할로 그를 공개적으로 비난하였다.  이 개발들은 러스크를 그의 재직 기간의 마지막 세월에 그의 공개적 등장들을 극적으로 생략하도록 이끌었다.

## 이후의 세월
1969년 리처드 닉슨이 대통령이 되어 국가를 운영하는 데 새로운 공화당 정부를 설립했을 때 러스크는 공공 생활로부터 은퇴하였다.  자신이 떠날 무렵 러스크는 8년 동안 국무장관을 지내 미국 역사상 그 직무에서 두번째로 장기적 병역이었다.  그러나 자신의 근무의 세월과 국무부의 담당국을 관리하는 자신의 널리 인정된 실력들에 불구하고, 러스크는 많은 미국인들에 강한 부정적 반응들을 일으킨 깊이 논쟁적인 인물로서 미국 정부를 떠났다.  〈딘 러스크〉의 저자 워런 코헨은 "필연적으로 그는 베트남에서 장기적이며 인기없는 전쟁을 지킨 남자로서 기억될 것이다."고 썼다.
1970년 러스크는 애선스에 있는 조지아 대학교의 교수진에 가입하여 2개의 10년 세월 이상 국제법을 강의하였다.  그는 또한 아들 리처드와 화해하였고, 둘은 러스크의 회고록 〈내가 그것을 보면서〉 (1990년)를 창작하는 데 함께 일하였다.  이 회고록과 다른 의견들에서 러스크는 베트남에서 미국의 군사 개입이 정당하고 필요했다는 자신의 믿음에서 확고 부동하였다.  자신의 회고록에서 그는 "남베트남에게 우리의 투입을 밑바침한 원칙들에서 내가 믿는 단순한 이유와 왜 우리가 그 전쟁을 싸웠던 것에 나는 베트남에서 나의 역할로부터 사과하지 않았다"고 썼다.
1994년 12월 20일 애선스에서 85세의 나이에 심부전으로 사망하였다.

## 영예
데이비드슨 칼리지에 있는 첫 여성의 음식점인 러스크 이팅 하우스가 1977년에 창설되어 그의 영예에 이름을 땄다.  거기에 딘 러스크 국제학 프로그램도 또한 그의 영예에 이름이 지어졌다.
조지아 대학교의 캠퍼스에 딘 러스크 홀은 물론 조지아주 캔턴에 위치한 딘 러스크 중학교도 그의 이름을 땄다.

## 같이 보기
- 러스크 서한